# Capitol Reflecting Pool

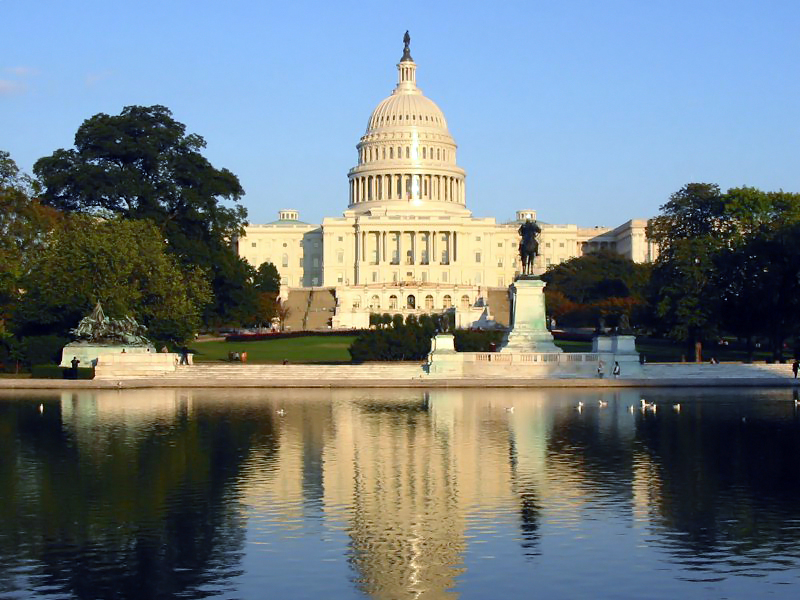
Le bassin du Capitole

Le Capitol Reflecting Pool est un miroir d'eau situé à Washington, DC. Il se trouve à l'ouest du Capitole et à l'est du National Mall. Le dôme du Capitole et le Mémorial Ulysses S. Grant se reflètent dans ses eaux.
Le Capitol Reflecting Pool, dont la superficie fait six acres, occupe plus de la moitié de la zone connue sous le nom d'Union Square. Il est situé à emplacement qui comprend, à l'est, le Mémorial de Ulysses S. Grant; à l'ouest, une zone herbeuse parsemée d'arbres qui se prolonge jusqu'à Third Streets, NW and SW. En plus du Capitole, il se trouve à proximité d'autres points touristiques, tels le Jardin botanique des États-Unis, ainsi que divers musées et galeries le long du National Mall.